# Кінь дикий
Кінь дикий, або тарпан (Equus caballus ferrus, також Equus caballus gmelini) — представник роду Кінь (Equus), дика форма виду Equus caballus, найімовірніший пращур одомашненого свійського коня (Equus caballus caballus).

## Таксономія
Один з трьох загальновизнаних підвидів виду Equus caballus:
- Equus caballus ferus — Кінь дикий, або тарпан (інколи розрізняють лісову і степову форми),
- Equus caballus przewalskii — Кінь Пржевальського, або тарпан джунгарський.
- Equus caballus caballus — Кінь свійський (включаючи все різноманіття робочих і скакових коней), нерідко розглядається як підвид Коня Пржевальського при визнанні останнього окремим видом.

## Опис і поширення
Вимерлий європейський дикий кінь, невеликий на зріст (висота в холці 107 — 130 см). Однією з ознак, окрім малого зросту, є темний «ремінь» уздовж хребта, а також відсутність чубчика та неповисла грива. Травоїд; у минулому досить поширений у степах і лісостепах Європи.
Тарпани були маленького зросту з відносно грубою горбоносою головою, загостреними вухами, густою короткою хвилястою, майже кучерявою шерстю, яка ставала довшою взимку, короткою, густою, кучерявою гривою і хвостом середньої довжини. Влітку колір був рівномірний чорно-бурий, жовто-бурий або брудно-жовтий, взимку ясніший, мишачий (мишаста масть) з широкою темною смугою вздовж спини. Ноги, грива та хвіст — темні. Густа шерсть дозволяла тарпанам переживати холодні зими. Міцні копита не вимагали підків.
Тарпани водилися табунами, іноді по кілька сотень голів, які розпадалися на маленькі групи з жеребцем на чолі. Тарпани були вкрай дикі, обережні та полохливі.

## Історія знищення
Загальноприйнято вважати, що тарпани вимерли через оранки степів під поля. Їх витіснили стада домашніх тварин, які займали пасовища і водопій. Також у деяких країнах м'ясо тарпанів вживали в їжу.
Через те, що ці коні завдавали великої шкоди посівам, їх почали нищити. До початку XVII століття деякі міста Європи мали загони стрільців, які полювали на диких коней, що спустошували поля.
У 1814 році в Пруссії кілька тисяч нагоничів оточили в Дуйсбурзькому лісі останні табуни лісових коней і знищили їх. Всього було вбито 260 тварин.
В Україні раніше тарпан був досить численний; окультурення степів спричинилося до зникнення тарпанів (останній екземпляр відловлено у 1886 році біля села Нововоронцовка на Херсонщині).
У 1918 році в маєтку поблизу Миргорода на Полтавщині (Україна) помер останній (степовий) тарпан. Нині череп цього тарпана зберігається в Зоологічному музеї МДУ, а скелет — у Зоологічному інституті Академії наук у Санкт-Петербурзі.
Проте, у XXI столітті винищення диких коней продовжується в Австралії. Влада Австралії вже намагалася скоротити популяцію у 2000 році, вбиваючи їх з гелікоптера. Тоді, як повідомляло видання The Independent, за три дні було застрелено понад 600 диких коней, однак реакція громадськості призвела до перерви цих заходів на два десятиліття. Вже у 2023 році міністерство навколишнього середовища Нового Південного Уельсу заявило, що здичавілі коні загрожують місцевій дикій природі та більшість з них потрібно вбити. Мова йде про популяцію близько 19000 диких коней, яких називають «брамбі» та яка мешкає в парку, що розташований на південному заході Австралії. Планується скоротити чисельність диких коней до 2027 року — до 3000 особин.

## Спроби відтворення виду
У польській частині Біловезької Пущі з особин, зібраних по селянських господарствах (у яких у різний час опинилися тарпани та дали потомство), були штучно відновлені так звані тарпановидні коні (польський коник), що зовні виглядають точно як тарпани, і випущені на волю. Згодом тарпановидні коні були завезені й в білоруську частину Біловезької Пущі.
З 2014-го року проєкт з розведення тарпановидних коней запущений в Україні. Близько 30 особин завезено в Парк природи «Беремицьке» (Козелецький район, Чернігівська область).
У 1999 році Всесвітній фонд природи (WWF) в рамках проєкту завіз в околиці озера Папес на південному заході Латвії 18 коней. На 2008 рік їх там було вже близько 40.

## Цікаві факти

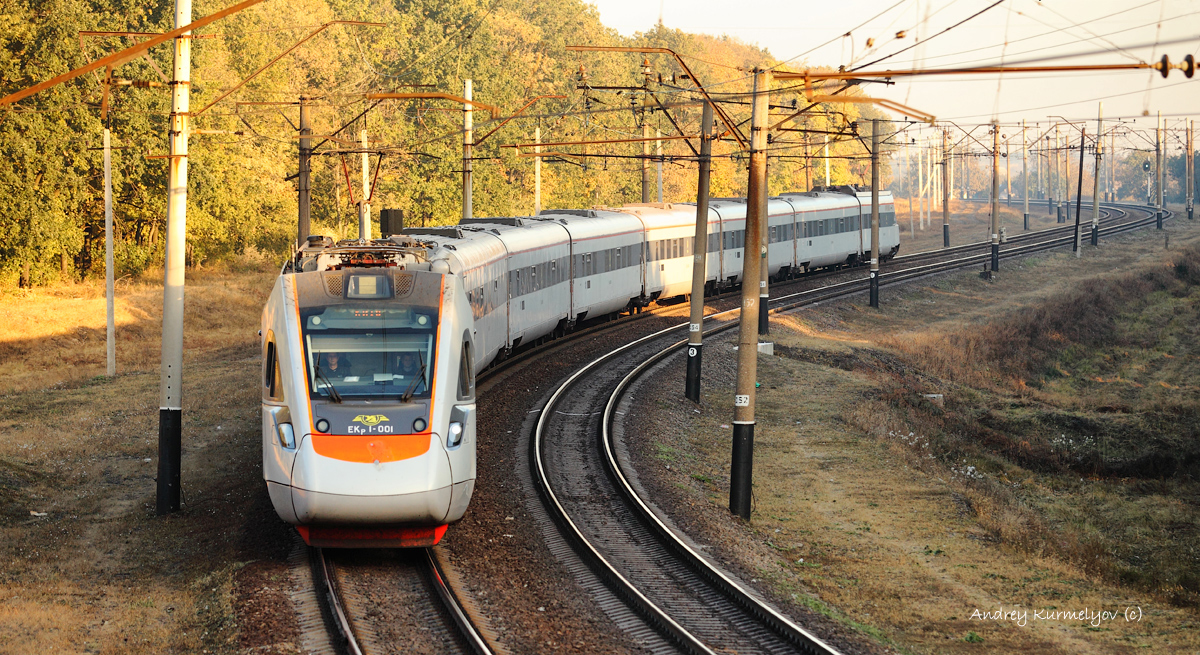
ЕКр1 «Тарпан»

На честь дикого коня тарпана було названо швидкісний потяг ЕКр1 «Тарпан» виробництва Крюківського вагонобудівного заводу, що у місті Кременчук Полтавської області. Поїзд належить Українській залізничній швидкісній компанії.